# Гавиљио (Алесандрија)
Гавиљио је насеље у Италији у округу Алесандрија, региону Пијемонт.
Према процени из 2011. у насељу је живело 12 становника. Насеље се налази на надморској висини од 250 м.